# Rostamije
Rostamije (perski: رستميه) – wieś w Iranie, w ostanie Chuzestan. W 2006 roku liczyła 208 mieszkańców w 42 rodzinach.